# 神様の赤ん坊
『神様の赤ん坊』（かみさまのあかんぼう）は、2012年12月23日22:00 - 22:59に北海道発・プレミアムドラマで放送されたNHK札幌放送局制作のテレビドラマ（地域発ドラマ）である。主演は吉田栄作が務めた。函館市、小樽市、札幌市ほか北海道内でロケーション撮影された。

## あらすじ
岩館修一は函館市電の運転士である。修一はクリスマス・イブの終電の営業を終えて車庫に向かおうとした時、車内に放置された赤ん坊を見つけた。修一は最後に乗せた女性客が母親に違いないと思い、妻の瑞恵に電話し、赤ん坊の世話を頼んで自ら母親を探しに出かける。赤ん坊の母親・渡辺早智は札幌の大学生で、親に反対されたため父親である恋人・島崎拓海と二人で出産・子育てのために函館に来ていた。しかしそれから拓海は出産・生活費を稼ぐため、アルバイトに出かけたまま、音信不通となっていた。
一人で出産した早智は、病院からの催促や孤独の不安に耐えかねて、病院を飛び出してしまい、行く当てもなく電車に乗ったのだった。一方、瑞恵と修一は20年近くずっと二人きりで暮らしてきたのだが、実は子供を巡って辛い過去があったのだ。瑞恵は赤ん坊をあやしながら、修一と過ごした20年間を振り返り、そしてあの時の決断を思い出していた。修一もまたそのことは頭を離れてはいなかった。

## 登場人物
岩館 修一（）
演 - 吉田栄作
函館市電の運転手。妻の瑞恵とは二人暮らし。クリスマス・イブの終電に放置された赤ん坊を発見して、母親を探しに行く。
岩館 瑞恵（）
演 - 奥貫薫
修一の妻。花屋の店員。修一とは二人暮らしだが、寂しさを感じている。修一から任された赤ん坊の世話をしながら、過去を振り返る。
渡辺 早智（）
演 - 南沢奈央
札幌の大学生。同じ大学の拓海の恋人で、拓海の赤ん坊を妊娠するが、親に反対され、拓海と二人で札幌を離れて出産することを決意する。
島崎 拓海（）
演 - 渡辺大知（黒猫チェルシー）
ミュージシャン志望の大学生。早智の恋人。アルバイトが忙しく、バンドの練習も休みがちだったため、結局脱退する。親に反対されたため、早智と二人で札幌を離れる決意をする。
神田
演 - 山野久治
電車営業所の職員。赤ん坊の面倒は瑞恵に任せて帰宅する。
教会の修道女
演 - 藤村志保
行き場を失った早智が立ち寄った教会に仕えている。この教会には瑞恵も時々来ており、この日も赤ん坊の泣き声を聞いていた。
水族館のアルバイト女性
演 - 木村愛里
自称拓海のファン。帰りたいと望む拓海をカラオケに誘う。
水族館の職員
演 - 岩尾亮
拓海の欠勤の願いを渋るが、結局許可する。
看護師
演 - 曽川留三子
満室状態の病院で、早智に退院を促す。

## スタッフ
- 脚本：橋口幸絵（劇団千年王國[注 5]代表）
- 音楽：羽岡佳 、福廣秀一朗
- 演出：片岡敬司、一色隆司
- 乳児監修：曽根育子
- 記録編集：石川真紀子
- 美術進行：坂口大吾
- 映像技術：竹内利夫
- 音声：石田継
- 撮影：高橋利明
- 照明：瀬野勝夫
- 技術：片岡啓太
- 音響効果：菊地亮
- 美術：日高一平
- プロデューサー：北生大介
- 制作統括：大西健太郎（NHK札幌放送局）
- 制作協力：北海道函館市
- 制作・著作：NHK